# Brachytarsina carolinae
Brachytarsina carolinae är en tvåvingeart som beskrevs av Maa 1967. Brachytarsina carolinae ingår i släktet Brachytarsina och familjen lusflugor. Inga underarter finns listade i Catalogue of Life.